# Виллер-ан-Э
Вилле́р-ан-Э (фр. Villers-en-Haye) — коммуна во французском департаменте Мёрт и Мозель региона Лотарингия. Относится к  кантону Домевр-ан-Э.	

## География
Виллер-ан-Э расположен в 20 км к северо-западу от Нанси. Соседние коммуны: Грискур на север, Дьелуар на северо-востоке, Бельвиль и Марбаш на юго-востоке, Сезре и Розьер-ан-Э на юге, Рожевиль, Трамблекур и Домевр-ан-Э на юго-западе, Манонвиль на западе, Жезонкур и Мартенкур на северо-западе.

## История
- Следы галло-романской культуры.

## Демография
Население коммуны на 2010 год составляло 180 человек.
| 1962 | 1968 | 1975 | 1982 | 1990 | 1999 | 2010 |
| ---- | ---- | ---- | ---- | ---- | ---- | ---- |
| 201  | 174  | 163  | 161  | 148  | 181  | 180  |

## Достопримечательности
- Замок XVIII века.
- Церковь XVIII века.
- Старинные мельницы.